# 仲几
仲几（？—？），子姓，仲氏，名几，是仲江的孙子，宋国左师。

## 为左师
前520年二月二十一日，宋国的华亥、向宁、华定、华貙、华登、皇奄伤、省臧、士平在作乱失败后逃亡楚国。宋元公派公孙忌做大司马，边卬做大司徒，乐祁做司马，仲几做左师，乐大心做右师，乐輓做大司寇，来安定国人。

## 拒元公
前517年十一月，宋元公准备为被三桓驱逐的鲁昭公到晋国去求情，梦见太子栾在宗庙中即位，自己和宋平公穿着朝服辅助他。次日早晨，宋元公召见六卿，说：“寡人没有才能，不能事奉父辈兄辈，成为诸位的忧虑，这是寡人的罪过。如果托诸位的福，我能够保全脑袋而善终，那么用来装载我骸骨的棺木，请不要超过先君的体制。”仲几回答说：“国君如果是因为国家的缘故，自己减损饮宴声色的供奉，下臣们不敢与闻。至于宋国的法度，出生和下葬的礼制，先君早已经有了成文规定，下臣们用生命来维护它，不敢违背。下臣如果失职，刑律是不能赦免的。下臣不愿因为违背规定而死，只能不听国君的命令了。”宋元公便动身前往晋国，十一月十三日，他死在曲棘。

## 被执
前510年十一月，晋国的韩不信，齐国的高张，宋国的仲几，卫国的世叔申，郑国的国参，曹国人，莒国人，薛国人，杞国人，小邾国人在狄泉相会，重温过去的盟约，晋国下令增筑成周的城墙。前509年三月十六日，夯土工作开始，仲几不接受工程任务，说：“滕国、薛国、郳国，是为我们服役的，让他们完成工程就行了。”薛国的宰臣说：“宋国无道，让我们小国和周朝断绝关系，带领我国事奉楚国，所以我国常常服从宋国。晋文公主持践土之盟的时候说：‘凡是我国的同盟，各自恢复原来的职位。’或是服从践土之盟，或是服从宋国，我们都唯命是从。”仲几说：“践土之盟本来就是让你们为宋国服役的。”薛国的宰臣说：“薛国的始祖奚仲住在薛地，做了夏朝的车正，奚仲迁居到邳地，仲虺住在薛地，做了成汤的左相。如果恢复原来的职位，将会接受天子的官位，为什么要为诸侯服役？”仲几说：“三代的事情各不相同，薛国哪里能按旧章程办事？为宋国服役，也是你们的职责。”晋国大夫士弥牟说：“我国的中军将士鞅刚执政，对往事不很熟悉，您姑且接受工程任务，我去查看一下旧档案。”仲几说：“即使您忘了，盟约时所告诉的山川鬼神难道会忘记吗？”士弥牟大怒，对韩不信说：“薛国用人作证明，宋国用鬼神作证明，宋国的罪过大了，而且仲几自己无话可说，用鬼神来向我们施加压力，这是欺骗我们。‘给予宠信反而招来侮辱’，说的就是这种情况了，一定要惩罚仲几。”于是就抓了仲几回国。三月，晋国人把仲几送到京师。